# La vella guàrdia 2
La vella guàrdia 2 (títol original en anglès, The Old Guard 2) és una pel·lícula de superherois estatunidenca dirigida per Victoria Mahoney, a partir d'un guió de Greg Rucka, basat en el seu còmic The Old Guard. Com a seqüela de la primera pel·lícula, la pel·lícula és protagonitzada per Charlize Theron, KiKi Layne, Marwan Kenzari, Luca Marinelli, Matthias Schoenaerts, Vân Veronica Ngô i Chiwetel Ejiofor, que reprenen els seus papers de la primera pel·lícula, amb la incorporació d'Uma Thurman i Henry Golding. S'ha doblat i subtitulat al català.
El rodatge principal va començar el juny de 2022 a Itàlia. Algunes gravacions van tenir lloc als estudis Cinecittà. L'agost de 2022, el decorat de la pel·lícula es va incendiar mentre es desmuntava, cosa que va provocar un retard en la producció. Es van rodar noves escenes al Regne Unit, i es va donar per conclòs el setembre de 2022.